# Minthodes atra
Minthodes atra är en tvåvingeart som beskrevs av Kugler 1971. Minthodes atra ingår i släktet Minthodes och familjen parasitflugor. Inga underarter finns listade i Catalogue of Life.